# Für unser Land
„Für unser Land“ war ein Aufruf von 31 DDR-Bürgern, der am 26. November 1989 verfasst und auf einer Pressekonferenz am 28. November in Ost-Berlin veröffentlicht wurde.
Aufgrund von Befürchtungen der Initiatoren zu einer politischen und wirtschaftlichen Vereinnahmung der DDR wandte er sich gegen eine Wiedervereinigung der beiden deutschen Staaten und die zunächst geplante Konföderation der DDR mit der Bundesrepublik Deutschland. Zugleich plädierte der Aufruf für den Erhalt einer eigenständigen DDR als „sozialistische Alternative zur Bundesrepublik“.

## Vorgeschichte
Anfangs zielte die Opposition in der DDR überwiegend auf innere Reformen, nicht aber auf eine Vereinigung mit der Bundesrepublik Deutschland ab. Ein vereinigtes Deutschland wurde erstmals (nach der Großdemonstration auf dem Berliner Alexanderplatz am 4. November) bei der Montagsdemonstration am 13. November 1989 in Leipzig von Demonstranten gefordert.
Den Anstoß zum Aufruf „Für unser Land“ gab der Niederländer (Pfarrer an der Niederländischen Ökumenischen Gemeinde in der DDR) Dick Boer.
Es gab drei Textentwürfe, von Dieter Klein, Günter Krusche und Konrad Weiß. Am 25. November 1989 kam es zu einem Treffen im Robert-Koch-Hörsaal der Charité in Berlin, bei dem man sich auf einen Entwurf einigte. Die Endfassung des Aufrufs wurde von der Schriftstellerin Christa Wolf in ihrer Wohnung formuliert und verschiedenen Personen unterbreitet, welche von den Initiatoren als Erstunterzeichner ausgewählt worden waren. Am 28. November 1989 wurde der Aufruf auf einer Pressekonferenz vor 75 in- und ausländischen Journalisten vom anerkannten Schriftsteller Stefan Heym verlesen und anschließend durch weitere Erstunterzeichner erläutert und begründet.

## Inhalt
Der Aufruf enthielt die Aufforderung, sich gegen eine Wiedervereinigung mit der Bundesrepublik und für die Eigenständigkeit der Deutschen Demokratischen Republik einzusetzen. Der Aufruf nannte Werte und Ziele wie Frieden, soziale Gerechtigkeit, Freizügigkeit und Schutz der Umwelt. Im Fall einer Wiedervereinigung befürchtete man „den Ausverkauf unserer moralischen und materiellen Werte“ und die Vereinnahmung der DDR durch die Bundesrepublik. Unter Rückgriff auf den antifaschistischen Gründungsmythos der DDR wurde die Eigenstaatlichkeit der DDR gefordert.
Auszug aus dem Aufruf:

„Noch haben wir die Chance, in gleichberechtigter Nachbarschaft zu den Staaten Europas eine sozialistische Alternative zur Bundesrepublik zu entwickeln. Noch können wir uns besinnen auf die antifaschistischen und humanistischen Ideale, von denen wir einst ausgegangen sind.“

## Auszählung
200.000 Personen unterzeichneten diesen Aufruf innerhalb der ersten zwei Wochen, darunter der SED-Generalsekretär Egon Krenz und Lothar de Maizière, der spätere erste und gleichzeitig letzte freigewählte Ministerpräsident der DDR. Unterstützung aus Westdeutschland gab es durch den Aufruf „Für Euer Land, für unser Land“.
Nach Beendigung der Aktion durch die Initiatoren im Januar 1990 wurden etwa 1,17 Millionen Zustimmungen und 9273 Ablehnungen gezählt. Der Soziologe Bernd Lindner vermutete als Grund für nicht noch größere Zustimmung die Unterzeichnung durch Egon Krenz.

## Erstunterzeichner
| - Götz Berger,Rechtsanwalt - Wolfgang Berghofer, Kommunalpolitiker - Frank Beyer, Regisseur - Volker Braun, Schriftsteller - Reinhard Brühl, Militärhistoriker - Tamara Danz, Rocksängerin - Christoph Demke, Bischof - Siegrid England, Pädadogin | - Bernd Gehrke, Ökonom - Sighard Gille, Maler - Ingeborg Graße, Krankenschwester - Stefan Heym, Schriftsteller - Uwe Jahn, Konstruktionsleiter - Gerda Jun, Ärztin - Dieter Klein, Politökonom - Günter Krusche, Generalsuperintendent | - Brigitte Lebentrau, Biologin - Bernd Löwe, Friedensforscher - Thomas Montag, Mediziner - Andreas Pella, Bauingenieur - Sebastian Pflugbeil, Physiker - Ulrike Poppe, Hausfrau - Martin Schmidt, Ökonom - Friedrich Schorlemmer, Pfarrer | - Andree Türpe, Philosoph - Jutta Wachowiak, Schauspielerin - Heinz Warzecha, Generaldirektor - Konrad Weiß, Filmemacher - Angela Wintgen, Zahnärztin - Christa Wolf, Schriftstellerin |

Walter Janka, Dramaturg und Verleger, hatte dem Papier zugestimmt, es jedoch vor der Veröffentlichung nicht unterzeichnen können.

## Weitere Aufrufe „Für unser Land“
In Folge wurden im Jahr 1989 Aufrufe verfasst, die den Titel „Für unser Land“ aufgegriffen, die Botschaft des Ursprungstextes jedoch deutlich abänderten
Der Rechtsextremist Horst Mahler schrieb im November 1998 eine inhaltlich absolut gegensätzliche Version zum obigen Aufruf: „Veröffentlichung der ‚Flugschrift an die Deutschen, die es noch sein wollen, über die Lage ihres Volkes.‘ Begründer der deutschen nationalen Bürgerbewegung ‚Für Unser Land‘. Die Bewegung ruft alle Deutschen auf, sich ihr anzuschließen, ‚Damit Deutschland deutsch bleibt...‘ “ 